# D-Link
D-Link(кит.: 友訊科技, англ. D-Link Corporation) — світовий виробник мережевого та телекомунікаційного обладнання. Створює як професійне обладнання, так і недорогі рішення для дому та малого офісу.

## Історія
В 1986 році в Тайбеї була створена компанія Datex Systems Inc, що займалася продажами мережевого обладнання. Потім почалися розробки та виробництво власних рішень для споживацьких та ділових ринків. 

В 1994 році компанія змінила назву на D-Link, ставши публічною. Хороша маркетингова політика дозволила швидко добитися передового положення, склавши конкуренцію таким відомим фірмам як Cisco, 3Com, Hewlett-Packard, а також увійти в десятку провідних IT-компаній.

Компанія має представництва у більш ніж 70 країнах світу. Річні обороти обчислюються сумами більше мільярда доларів США. Зараз кампанія займається торгами на біржах TSEC та NSE.

## Продукція
Основні групи пристроїв, що виробляє компанія:
- Мережеві комутатори Ethernet
- Бездротове обладнання стандарту Wi-Fi
- Пристрої родини xDSL
- IP-камери
- Перетворювачі середовища
- Маршрутизатори
- Мережеві екрани
- Мережеві адаптери
- Обладнання VoIP
- Перемикачі KVM
- Модеми
- Накопичувачі NAS
- Обладнання GEPON

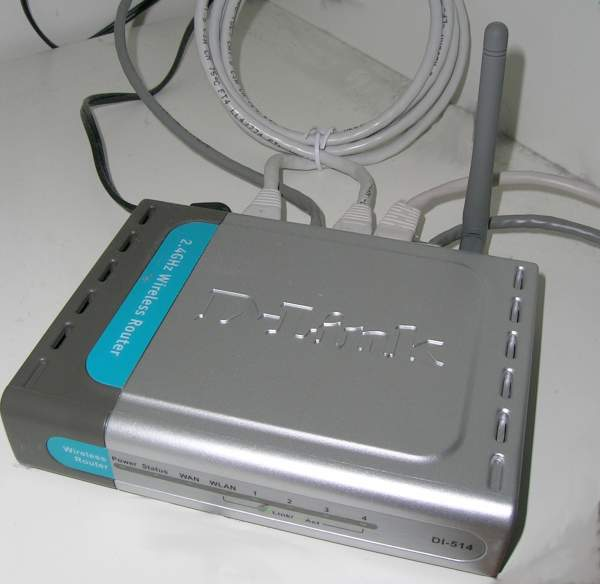
Маршрутизатор D-Link DI-514
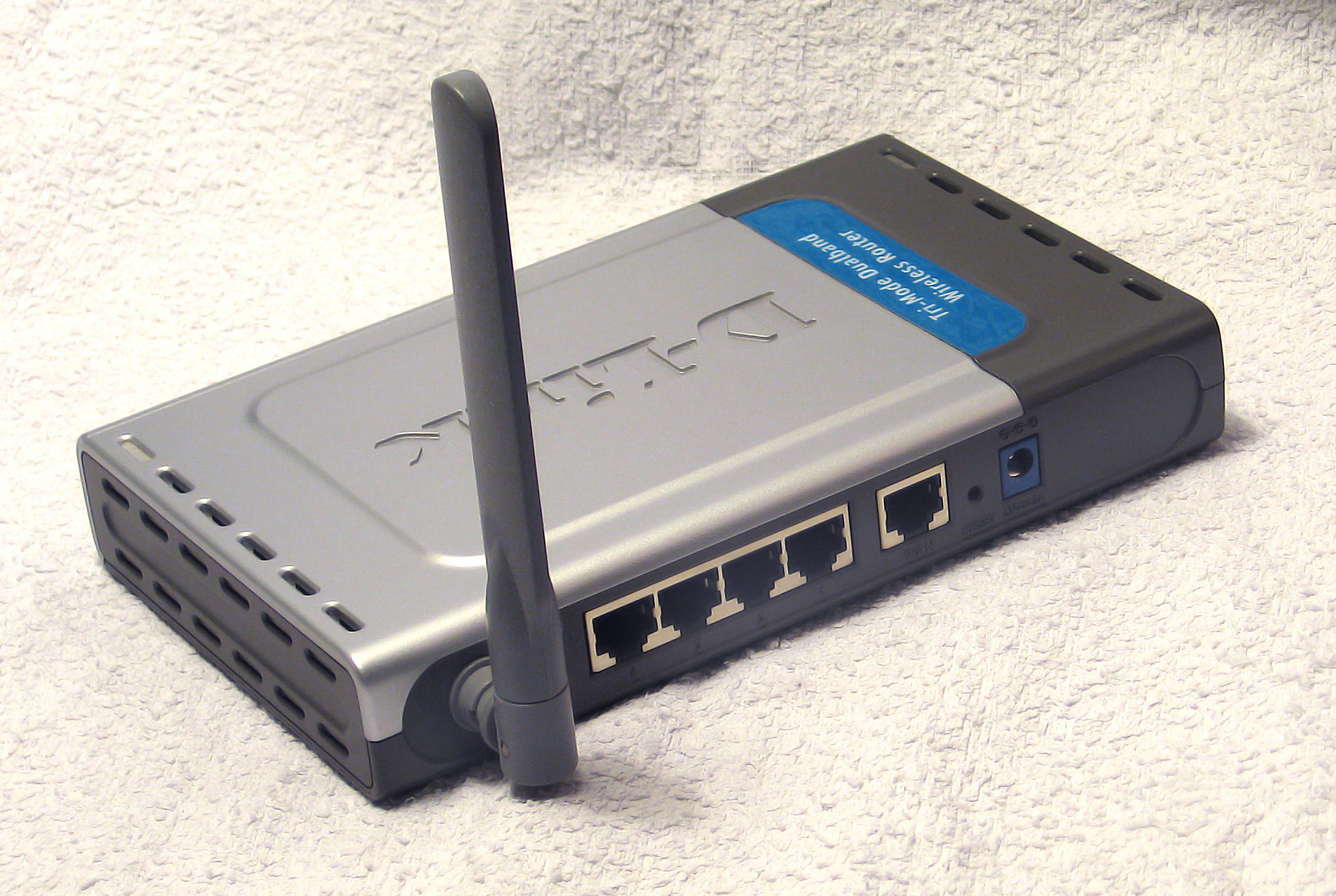
D-Link DI-774
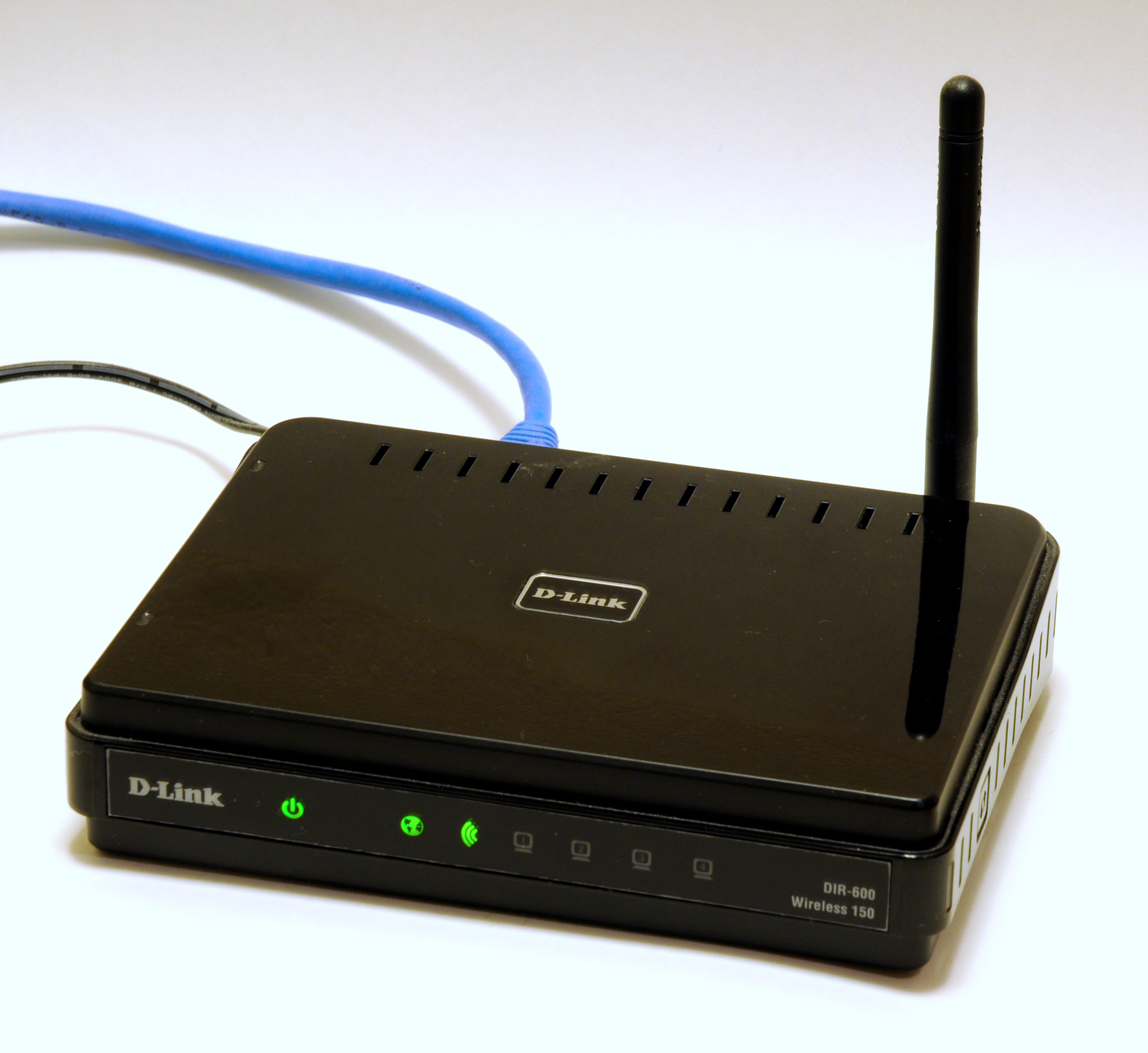
D-Link DIR-600
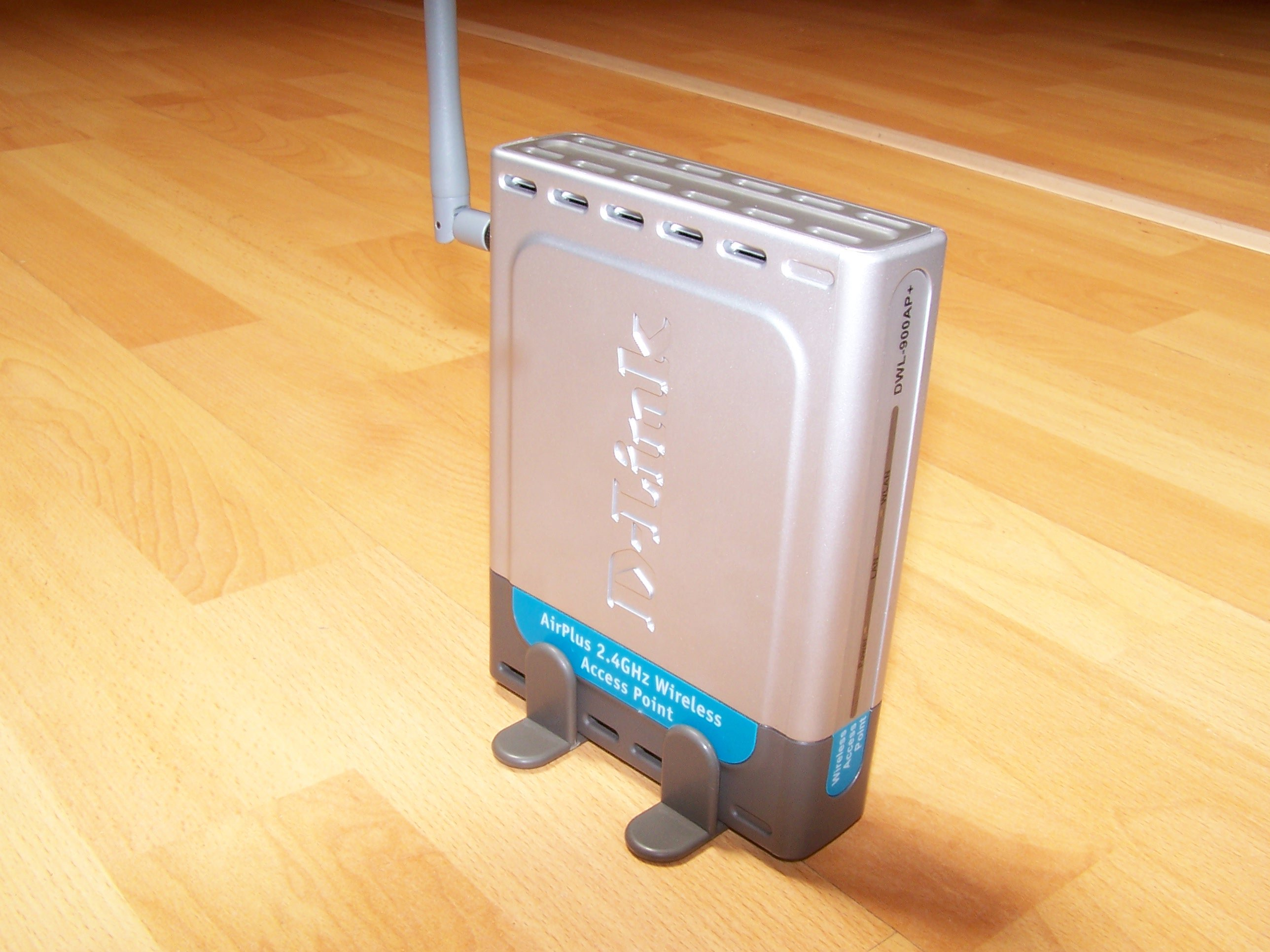
DWL-900AP
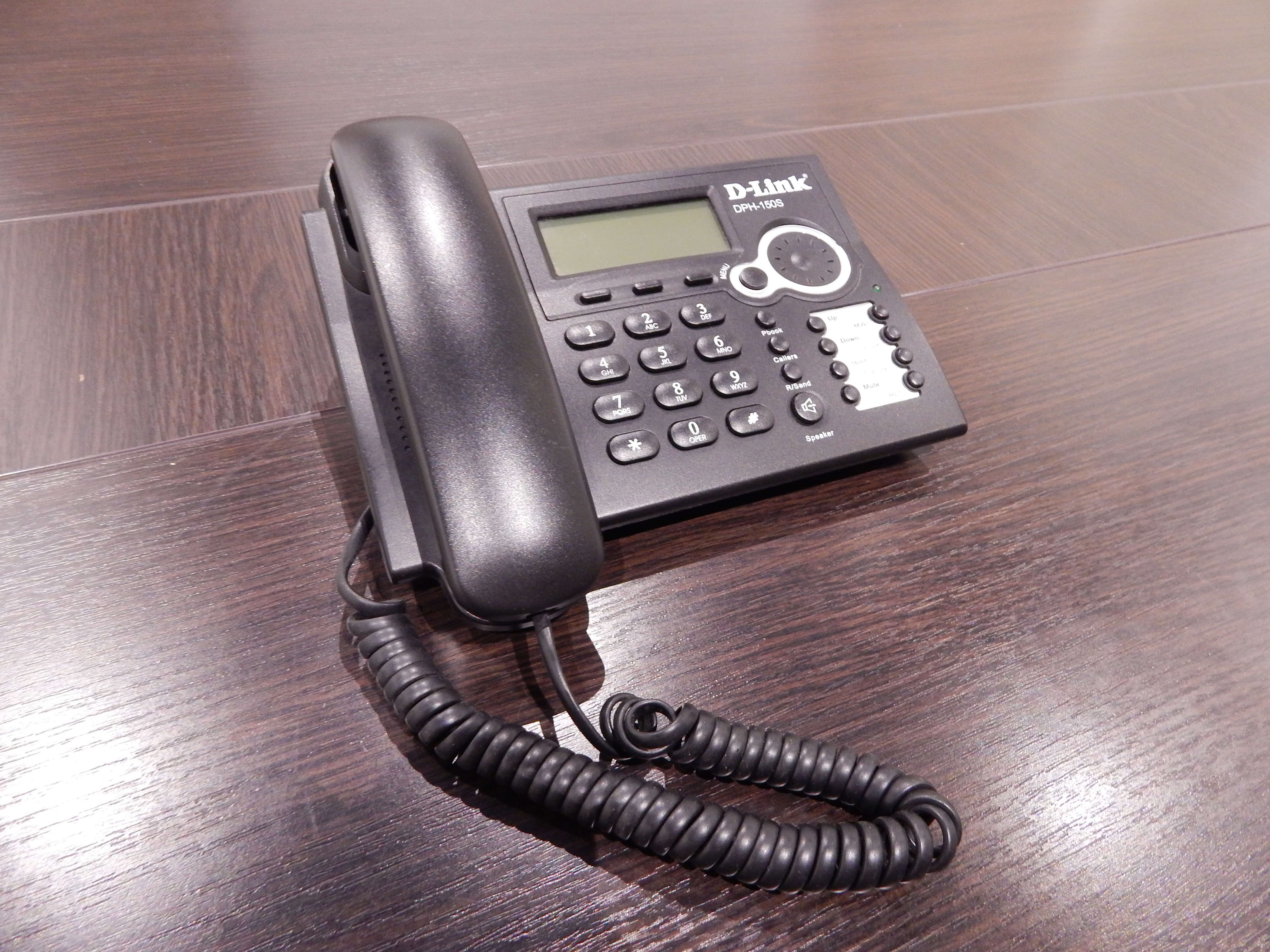
IP-телефон DPH-150S
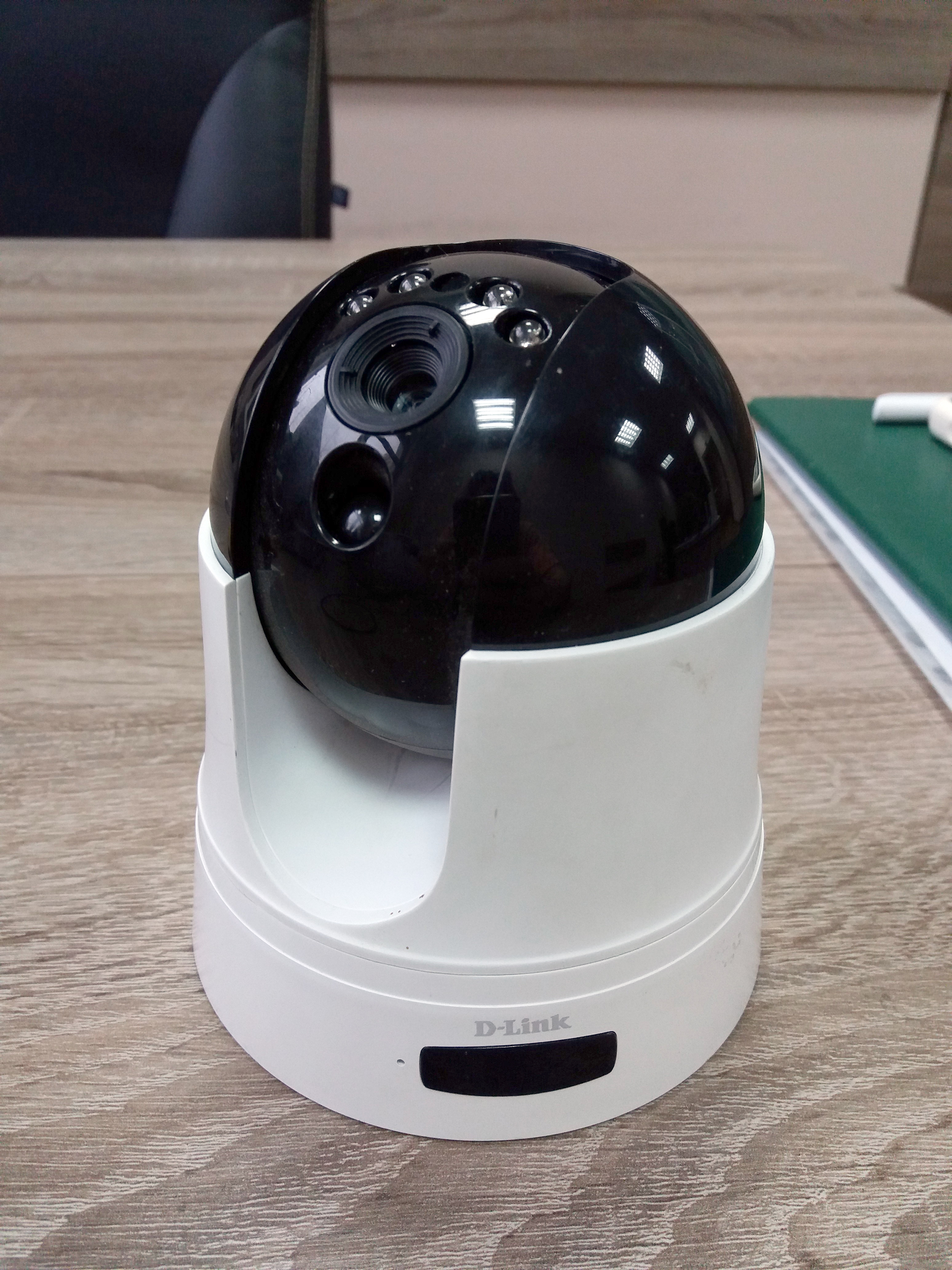
IP-камера DCS-5211L
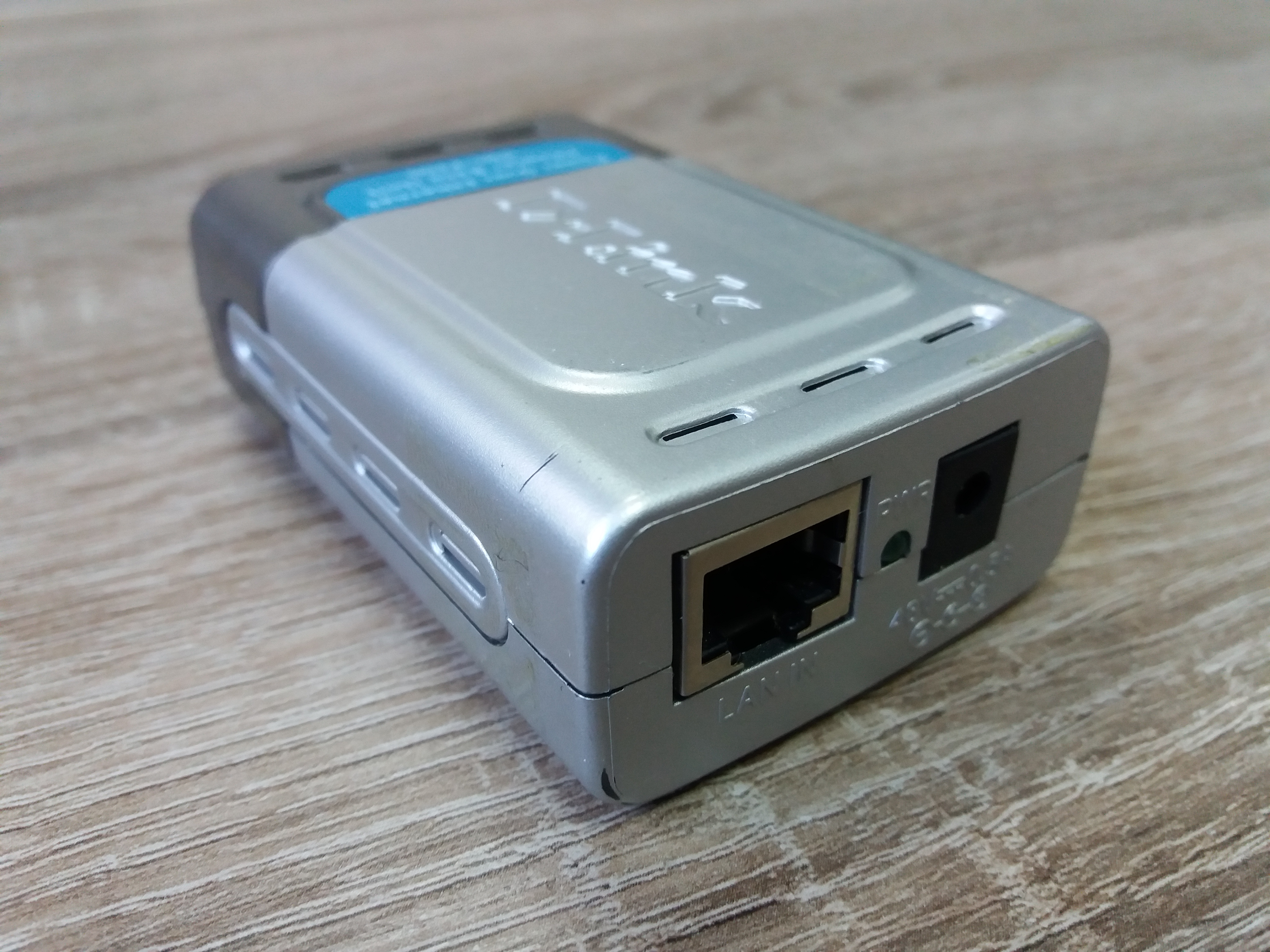
PoE-адаптер DWL-P200